# 竹内夏希
竹内 夏希（たけうち なつき、1996年4月4日 - ）は、日本のAV女優。プライムエージェンシー→GG所属。

## 略歴・人物
2020年3月にプレステージからAV女優デビュー。デビュー作では「神宮外苑の美容室勤務」、「33歳」、「結婚5年目」と紹介された。デビュー作のイメージからこの設定での作品も多いが、のちにそれらが「役柄としての設定」であり、実年齢や栃木県出身であることなどを明かしている。
趣味・特技はカラオケ・DVD鑑賞。2023年2月には「楽演祭vol.23」に出演し、バラード曲を歌唱した。
デビュー作は3月13日週のFANZA動画フロア・週間AVランキング第3位。3月27日週にFANZA通販フロア第7位を記録。
AVソムリエ・渋江譲二は「長くて形のいい脚、締まった小尻がたまらない」と論評している。
2022年4月発売『セカンドサマー このAV最高やで! 竹内夏希』は同年3月14日、オマージュ元であるファーストサマーウイカがパーソナリティを務めるニッポン放送「ファーストサマーウイカのオールナイトニッポン0」にて紹介された。のちに当人からフォロー、賛辞の言葉をもらっている。

## 作品

### アダルトビデオ
- 神宮外苑で働くおしゃれ人妻美容師 33歳 卑猥スレンダー神ボディ 竹内夏希 旦那が浮気した腹いせにAVデビュー!!（3月13日、KANBi）
- パート帰りの人妻を高級車でナンパ! ‘女の子′扱いしてお持ち帰りSEXできるか!? 検証してみた。竹内夏希（6月25日、ナンパJAPAN）
- 息子の担任女教師とソープで再会。二人で秘密を共有し合ってその後、中出し不倫関係に堕ちた。竹内夏希（7月1日、MOODYZ）
- 地方で発掘! 枯れ専ドスケベ素人! 円光おやじのチ○ポを離さない! 絶倫おかわり女子大生AV出演（7月19日、kira☆kira）※「夏希」名義
- 未だに現役で母さんを抱きまくる僕の絶倫オヤジに嫁が欲情して危険日狙って中出し逆夜這い 竹内夏希（8月13日、溜池ゴロー）[9]
- 人妻オフィスレディの絶対領域 スレンダー人妻を襲う、言いなり社内羞恥―。竹内夏希（8月25日、マドンナ）
- 俺の部下と結婚して人妻になった最高の愛人と種付け不倫旅行 他の男と結婚したらあなたの子種くれますか? 竹内夏希（8月25日、本中）
- 人妻の浮気心 竹内夏希（9月1日、人妻援護会/エマニエル）
- スチュワーデスin... (脅迫スイートルーム) 竹内夏希（10月2日、ドリームチケット）
- 義姉さん、フェラだけなら浮気じゃないよ…だから今日もしゃぶってよ。竹内夏希（10月7日、PREMIUM）
- プラチナ級 素人清楚妻による一生思い出に残り続ける優しい童貞筆おろし 5（10月9日、赤面女子）
- 友人の母 息子の友人に犯され、幾度もイカされてしまったんです… 竹内夏希（10月13日、溜池ゴロー）
- 禁断介護 竹内夏希（10月15日、グローリークエスト）
- 部長の嫁に誘惑されて 竹内夏希（11月1日、プラネットプラス）
- 見た目は強面のヤンママだけど中身はフェラチオ大好き性欲バケモノ!! 精子は全部笑顔で受け止める なつき 33さい（11月12日、コスモス映像）
- 不良生徒の巣に堕ちた美人教師 竹内夏希（11月19日、グローリークエスト）
- アパレル店員・あきちゃん (24) はスイッチが入ると尋常じゃない濡れ方でチ○ポを欲しがるエロ女（11月25日、あんず/妄想族）
- 闇バイトで応募してきたデカ尻CAをマッサージで感度高めてイっても止めない追撃ピストンでメス堕ちさせた一部始終（12月1日、変態紳士倶楽部）

- 息子の嫁の誘惑 竹内夏希（1月1日、エマニエル）
- 素股でマ○コにチ○ポを擦られてたら気持ち良すぎて思わず挿入! 本番禁止のはずなのに生中出しされちゃったデリヘル嬢（1月7日、グローリークエスト）
- 義姉に恋した私 竹内夏希 レズ解禁 竹内夏希 西田那津（1月8日、アイエナジー）
- 最愛の夫のため…マネキンになった私～麗しのマネキン夫人外伝～ 竹内夏希（1月19日、VENUS）
- アナルのシワの数までハッキリわかる! ノーモザイク連続絶頂アナル見せオナニー（1月21日、アイエナジー）
- 素人女子大生たちが自宅でソープ体験! 即尺から生本番まで至高のご奉仕プレイ! ローションまみれで全身マンズれば、初体験のヌルヌル快感に壺内はもうびちゃびちゃ! 生中出しされてもご満悦な表情で「めちゃくちゃ気持ちよかったです…!」って、明日から店舗勤務お願いしますSP（1月29日、赤面女子）
- 自画撮り 無限イキラッシュ おま○こセルフ拡張オナニー（2つ15日、プリモ）
- 雅功ごめんね なつき（2月25日、バビロン）
- サエない僕に同情した優しい姉、妹に「擦りつけるだけだよ」という約束で素股してもらっていたら互いに気持ち良すぎてマ○コはグッショリ!でヌルっと生挿入! 「え!? 入ってる?」でもどうにも止まらなくて中出し!（2月25日、アイエナジー）※複数出演
- 容姿端麗マゾに情けは無用 喉奥に轟くバイオレンスイラマ白書 女子大生まいさん（3月3日、えむっ娘ラボ）
- 深夜2人きりの終電車両 ほろ酔いOLにパンチラ盗撮がバレていた! しかし見せつけ誘惑してくるので勃起チ○ポ出してみたらハメれた（3月3日、MOODYZ）※複数出演
- 浮気がバレた絶倫ヤリチン夫を説教しにきた嫁の親友 竹内夏希（3月7日、VENUS）
- 足を伸ばせば貴方もシンクロ! もう足ピーンしか愛せない! 竹内夏希（3月11日、RADIX）
- 完全女性優位ドキュメントAV ほろ酔いスチュワーデスたちと宅飲み→逆レ●プ3P→Wフェラ→朝まで生中出しでハメまくり!（3月12日、赤面女子）
- 女好きの親父は僕の妻をいやらしい目で見ていたんです…。 竹内夏希（5月7日、アタッカーズ）
- 最愛の妻が中出しされてる寝取られ動画が後輩のチャラ男のスマホ内にたくさん保存してあった 竹内夏希（6月19日、ミセスの素顔）
- 何人もの淫乱ナースたちと取り返しのつかない逆NTR泥沼SEX! 妊娠中の妻の付き添いで病院に行ったら美人で気が利くナースさんばかり。しかも色気ムンムンで…。ある日、妻の検診中、ナースさんが誘ってきて…。身重で妻からセックスを拒否されているボクは我慢できずにフル勃起…。手を出したら取り返しがつかない! でもエッチしたい! でもすぐ近くに最愛の妻が…。でもやはり誘惑には勝てずエロ過ぎるナースさんと妻に隠れてセックス! しかも他のナースさんに見つかってしまい…。次々に誘われてしまいました。「おふたりが幸せそうだったから… ついしたくなっちゃうんです」（8月19日、Hunter）
- 続・悪の組織復興計画 聖忍戦隊カゲレンジャー 女幹部ブラビーヌ編 竹内夏希 望月あやか（8月27日、GIGA）
- おしっこ114連発 98人（9月2日、グローリークエスト）
- 旦那をクビにしたくなければあいつ（夫）の上司のオレの喉奥イラマを受け入れろ。 竹内夏希（9月7日、MOODYZ）
- 禁断オフィスレズビアン ～新人OLを舐めつくすお局上司～ 竹内夏希 木村穂乃香（9月7日、U&K）
- 引っ越し先のマンションの住人は美人でスタイル抜群のヤリマン女子だらけで男はボク1人! 24時間体制でチ○ポを狙われ精子まみれの中出し乱交展開に!（10月12日、Hunter）
- BeAST -狂辱の麻薬捜査官- Case-006:永島玲奈の場合 美貌のニューフェイスが震え泣く残虐な処刑 竹内夏希（10月26日、Baby Entertainment）
- パンストの誘惑 竹内夏希（11月11日、プラネットプラス）
- 竹内夏希、『ごっくん』初解禁―!!  あの男の醜い精液を私は朝昼晩と飲まされ続けています―。精飲『本物精子』×凌辱ドラマ（11月9日、マドンナ）
- お隣同士の白昼不倫レズビアン 紗々原ゆり 竹内夏希（11月16日、U&K）
- 残虐昇天三角木馬 Part3 ～悪魔の重力にイキ殺される炎上女体～ 完全撮り下ろし! 7名の悶絶轟沈（11月16日、BabyEntertainment）
- セクハラママさんバレー！4 ハイレグブルマ姿の人妻10人が挑む過酷なエロトレーニング（12月14日、かぐや姫Pt/妄想族）
- 美人肛門調教解禁 速攻アクメ堕ち痙攣!! 突くほど喜ぶ真正ケツ穴肉便器 竹内夏希（12月28日、えむっ娘ラボ）

- 角オナニー 擦り付けたら止まらない 5 13人（1月4日、かぐや姫Pt/妄想族）
- 私を抱きしめて…。 隣人に恋したシングルマザー 竹内夏希（1月5日、プラネットプラス/七狗留）
- 解禁!! マジックミラー便 高級美容サロン勤務の美人エステティシャン 初めての睾丸マッサージ編 8人全員SEXスペシャル!! キ●タマを丁寧に揉みほぐして見たことないほど勃起したチ○ポに思わず火照ってしまったびしょ濡れオマ○コにデカチン挿入!!（1月18日、DEEP'S）
- 【個撮】どこでもフェラ 6 11人（1月18日、かぐや姫Pt/妄想族）
- ふたなりヒロイン 美少女戦士セーラーディウス（1月28日、GIGA）
- 女教師 恥辱のアナル輪姦 竹内夏希（2月1日、アタッカーズ）
- 粘着ストーカーMの電車痴漢・自宅侵入記録＃48・49（2月3日、蜃気楼）
- 素人娘の全裸図鑑 21 今時の女の子11名が恥らいながら脱衣していく様子をじっくり撮影した、変態紳士のためのヘアヌードコレクション（2月8日、かぐや姫Pt/妄想族）
- 友人の母親と2人だけの秘密。おばさんに無理矢理中出しセックスしたことは…。 竹内夏希（2月15日、VENUS）
- ノーパンパンストレズビアン ～匂うつま先、テカる美脚のパンストマニアックス～（3月1日、U&K）
- セカンドサマー このAV最高やで! 竹内夏希（4月5日、ROOKIE）※『春のパンツまつり2022』参加作品[10]
- 団地妻尾行押し込み3穴アナル鬼畜レ●プ（4月22日、青空ソフト）
- M妻アナル調教 夏希さん（5月3日、グローリークエスト）
- 絶対に逆らえないひよこ女子を犯していたら、アナルがひくひく誘ってきたので仕方がないからアナルも犯した（5月12日、ひよこ）
- Anal Device BondageXXVI 鉄拘束アナル拷問 竹内夏希（6月7日、グローリークエスト）
- 回春ペニバンレズエステ ～秘密のエロ施術マル秘女性ホルモン活性コース～（6月7日、U&K）
- 一般男女モニタリングAV×マジックミラー便コラボ企画 美脚OLが初めての黒タイツ履きっぱなしイキ潮体験! 仕事中のムレた黒タイツに濡れシミができるほど手マンされ連続イキ漏らししたオマ○コにデカチン激ピストン!!（6月21日、DEEP'S）
- 美少女戦士セーラーディウス 竹内夏希（6月24日、GIGA）
- パートから帰ってきた母親のツンと鼻をつく汗の匂いで理性を失った息子 竹内夏希（7月12日、VENUS）
- 単身赴任中、妻からのアナル中出し実況キメセクビデオレター 竹内夏希（7月19日、MOODYZ）
- いまの彼氏と婚約中なの（8月12日、MERCURY）
- 同窓会で人妻になった初恋の女が胸チラやパンチラで誘惑してくる。トイレや宴会場の隣の部屋でドキドキSEX! お開きの後は夫が留守の彼女の家で…（9月8日、SWITCH）
- 湘南でキラキラ輝く水着ギャルを媚薬サンオイルでマッサージ!? 激発情! ハメ潮! イキ潮! 大量スプラッシュ! エンドレス膣痙攣! 本気汁3909cc! 怒涛の連続生中出し（9月9日、赤面女子）
- 肛門絶頂アナルオナニー（9月20日、グローリークエスト）
- スケベ姪っ子にスカートもぐりクンニされ夫がいる至近距離でイってしまった叔母さんはレズられても拒めない（9月22日、ナチュラルハイ）
- アパートの隣に引っ越してきたシングルマザーは、明るい雰囲気を出しながらもいつも寂しげ… 2 もう男の人はこりごり…とシングルマザーになった女。子供さえいれば… でも心は満たされていなかった。 新しく引っ越してきた隣人は美人なシングルマザーだった。学生で一人暮らしになれないボクにご飯を作ってくれたり、掃除をしてくれたり、看病してくれたりと色々親切にしてくれます。そして、仲良くしているうちにお互い惹かれ合い…。どこか寂しげな雰囲気のあるシングルマザーと我を忘れて求愛セックス!（10月25日、Hunter）
- 彼女には大き過ぎて入らなかったデカチンを義妹に強引にねじ込み何度も中出し発射! 巨チン過ぎて彼女にフラれて以来女性と最後までエッチできないと悩んでいるボク…。落ち込んでいると、義妹にチ○ポを見させられ、勃起させられ…バカにされるボク。いい加減にキレたボクは抑えていた欲望が湧き上がりデカマラを目の前の義妹にぶつける! デカチンを激しく突きまくり、苦痛の声を上げても関係なく中出ししまくってヤル!（11月8日、Hunter）
- 奈落の浣腸社宅妻 美人妻の肛門を辱しめる同性調教奥様会 竹内夏希（11月22日、シネマジック）
- マ○コガチャ 無差別レ×プ（11月22日、Hunter）
- いいなり美人妻 むっつりスケベ和風美人スレンダー清楚妻 彩夏31歳（12月23日、ま○こ銀行）
- 素人ヘアヌード大図鑑～現役国立大学生編（12月27日、S級素人）

- 「お願い… 今日もチ○ポ貸してほしいの!」 都合よく利用されるボクのチ○ポはレンタルチ○ポ状態! 同じマンションに住む欲求不満若妻たちと時短不倫しまくり! 独身で冴えない会社員のボク。同じマンションには既婚者ばかりなので寂しい思いをして…いません! だって旦那に相手にされないセックスレスの若妻たちと空いた時間にサクっとハメまくりなんです!（1月10日、Hunter）
- 総射精回数20回以上! 入院したら超モテまくりでヤリまくりで射精させられまくり! 献身的な看護師たちがボクの病室を訪れて休む暇なく数珠繋ぎFUCK!（1月10日、Hunter）
- 濡れてテカってピッタリ密着 神競泳水着 竹内夏希  ロリ可愛い女子の競泳水着姿をじっとりと堪能! 着替え盗撮から始まり貧乳から巨乳にパイパン、ハミ毛、ジョリワキ等のフェチ接写やローションソーププレイや競泳水着ぶっかけ等を完全着衣で楽しむAV（1月12日、親父の個撮）
- 痴漢師にパンストの中で手マンされ濡れシミができるほどイキ潮を吹きまくる美脚女 6（1月26日、ナチュラルハイ）
- hypno-drama 屈折した愛情いっぱいで育てられて、催眠イキ依存症になった幼妻 竹内夏希（2月7日、ヒプノシスRASH）
- 10年後の教え子調教 若妻牝犬浣腸3 竹内夏希（3月14日、シネマジック）
- 対戦相手は巨根AV男優!? 罰ゲームは即ハメ生中出し! かわいすぎるシロウト女子大生が必死にイキ耐える 凄いテク我慢ゲームにチャレンジ! 5（4月6日、アイエナジー）
- 配達員の女が泣き叫ぶほどの膣奥中出し輪姦（4月11日、Hunter）
- アナルのシワの数までハッキリわかる! ノーモザイク連続絶頂アナル見せオナニー 15（4月20日、アイエナジー）
- ヨダレと汁に溺れたい。 女性のヨダレと潮とマン汁にまみれて 汁好きレズビアン 竹内夏希 春原未来 愛沢あかり 星空もあ（5月9日、ビビアン）
- 部長の事、好きだからお尻に挿れて… 俺を好きな新卒部下とアナルセックス社内不倫に狂った日々。 竹内夏希（5月16日、MOODYZ）
- 顔出し解禁!! マジックミラー便 一流百貨店に勤務する清楚で品格漂う美容部員さん 初めての公開ディープキス編 vol.06 8人全員SEXスペシャル!! 潤んだ口唇の美容部員さんが舌を激しく絡め合わせる濃厚接吻に思わずオマ○コ本気濡れ! 仕事中にもかかわらずキスまみれのデカチンSEX!!（5月16日、DEEP'S）
- キャンピングカーでエッチしようよ! アナルSEXバージョン 5 竹内夏希（6月13日、セレブの友）
- セックスしかさせてくれない義姉。新しく一緒に暮らす事になった義姉とは会話もない。目も合わせてもくれない。いつまでたってもセックスのみ。出会って数日で義妹からセックスに誘われて以来、エッチしているボク。それから一緒に暮らしているのに義妹とは全く会話無し、セックスだけをする関係に。義妹に思い切って何を考えているのか問い詰めると義妹はたった一言…「恥ずかしいから…」と、今までツーンとしていた態度は誤解で、ただただ照れ屋だということが判明! か、かわいいじゃないかこの義妹は!（7月11日、Hunter）
- クレームをチャラにする代わりにやらされた唾液手コキのグチョグチョ音に興奮しパンツを濡らした謝罪女（7月20日、ナチュラルハイ）
- 「今日こそイカせてください」 ギリギリイカせない寸止めセクハラオイルマッサージで焦らされまくった欲求不満若妻は連日訪れる程の欲しがり屋さんに!（7月25日、Hunter）
- 一般男女モニタリングAV×マジックミラー便コラボ企画 女子アナ志望の美人女子大生が出演! ガニ股ポーズで「潮吹き我慢! 路上リポート」手マン & 電マ責めに耐えて淫語ニュースを最後まで読めたら100万円! チャレンジ失敗でデカチン即ハメ生中出し!!（8月1日、DEEP'S）
- 美人ナースさん! 「早漏に悩む男の暴発改善のお手伝いしてくれませんか?」（8月10日、アイエナジー）
- アナルまで犯されたパンスト社長秘書 竹内夏希（9月5日、アタッカーズ）
- 一般男女モニタリングAV 美脚キャビンアテンダント仲良し2人組が初めての性感5点責めに挑戦! ベロチューされながら両乳首イジられ睾丸揉みで我慢汁ダラダラのチ○ポを寸止め責め! 悶える男の反応に痴女心が芽生えたCAたちが雑魚チ○ポを次から次へと連続抜き! チ○ポ10本! 22発! 初回拡大スペシャル!!（10月3日、DEEP'S）
- 若妻だらけの料理教室に参加したら男はボク1人でハーレム状態! 実習そっちのけで超欲求不満の若妻たちにボクのデカチンが料理されまくり!（10月31日、Hunter）
- 出張メンズエステ裏オプ隠し撮り9 店長に内緒で生フェラ抜き本番サービス（10月31日、カリマンタン）
- マゾに堕ちていく私… もう戻れない。 竹内夏希（11月7日、アタッカーズ）
- 悪友にたぶらかされた僕は父さんの出張中に継母に媚薬を飲ませ続けて2穴肛門しながらさらに快楽調教をし続け… 竹内夏希（11月7日、山と空/妄想族）
- 「今日も息子の家庭教師とセックスしています。」 2人きりになったら10秒で挿入?! 息子がすぐ隣にいるのにイケメン家庭教師のチ〇ポを握る肉欲教育ママ（12月7日、DANDY）
- 小便でエクスタシーを感じる!! ゴクゴク初飲尿ドマゾCA 竹内夏希（12月19日、グローリークエスト）
- アナルのシワの数までハッキリわかる! ノーモザイク連続絶頂アナル見せオナニー 21（12月21日、アイエナジー）

- アナルに魅せられた人妻 竹内夏希（1月2日、アタッカーズ）
- 顔出しMM号 黒パンスト限定 ザ・マジックミラー 高身長の美脚OLが「固定バイブモデル」に挑戦! 黒パンスト直履きオマ○コにバイブを挿入したまま青空ハレンチ撮影会! 止まらないうねりに我慢できず脚ガックガク痙攣イキ!（1月2日、DEEP'S）
- 「1cmだけでいいから挿れさせて!」 1cm挿入空気椅子でケツ肉＆太ももをプルプルさせながら本気挿入を我慢する義母!（1月9日、Hunter）
- 過剰すぎる密着施術で客ち●ぽをビンビン勃起させヒモパン越しに擦り付け生ハメ誘うマスク美女メンエス嬢 4（2月2日、ゲッツ!!）
- いいなり美人妻 恥じらう和風美人スレンダー清楚妻（2月9日、ま○こ銀行）※「彩夏32歳」名義
- ひとり女子旅ナンパ 上京ちゃんが毎度おさわがせします Episode11 feat.FALENOTUBE（2月22日、FALENO TUBE）
- 「いつもより濡れちゃった…」 こたつ内NTR! 親友の前で親友の彼女とこたつの中でバレないようにこっそり濃厚セックス!（2月27日、Hunter）
- 調教依頼 制服Ver 竹内夏希（3月5日、中嶋興業）
- 【臨場感MAXバイノーラル録音】【完全主観】ドスケベ淫語を連発しながら寸止めしまくり童貞調教! からの中出しさせまくり! 自分以外とエッチできない身体にするのが趣味のドスケベお義姉さん（3月12日、Hunter）
- チ○ポが勃たなくなるまで何度もヤラれまくり! ご近所おばさん数珠繋ぎFUCK! 妻が居ない1泊2日、近隣妻たちが入れ替り立ち替わりやってきて…（3月12日、Hunter）
- 集団追いかけ回しレ×プ 2  サークルの宅飲みでやってきた新入生を家中追いかけ回してレ×プしまくって歓迎してヤリました。（3月12日、Hunter）
- 極限調教 竹内夏希（4月2日、アタッカーズ）
- むれむれアナル舐められCA 2 ～MM便コラボ企画～またがり肛門クンニでフライト直後の激むれケツ穴を嗅がれ舐めほじられ赤面イキ! 黒パンストまで濡れ湿った発情オマ○コに生ハメ中出しされて痴女化したCAがひくひく尻穴丸出しでお下品ガニ股騎乗位SEX!（4月2日、DEEP'S）
- 2穴中出し媚薬ガンギマリヨガ（4月11日、サディスティックヴィレッジ）
- おしゃぶり予備校 96 竹内夏希（5月1日、FS.KnightsVisual）
- 一般男女モニタリングAV 黒パンストの美脚キャビンアテンダントが‘常に乳首責め! スパイダー騎乗位’で童貞筆おろしに挑戦! 敏感な両乳首をいじられ/舐められ/吸い付かれながらの抜かずの連続中出しSEX! 4組合計16発（5月7日、DEEP'S）
- ぬるてかパンストレズファイト 2 もなみ鈴 竹内夏希（5月9日、ROCKET）
- まるっと! 竹内夏希（5月20日、プラネットプラス）※単体ベスト
- 拝み倒してアナルのお願い! 悶絶二穴FUCK激イキ昇天（6月14日、ま○こ銀行）
- ボンテージスーツに着飾った生意気淫美嬢を激ツキ拘束逝かせ! 竹内夏希（6月18日、ミル）
- 侵入者から娘を守るためアナルを差し出す母 なのになのに… 娘も巻き込み最悪のケツ穴ガン開き親子4P（6月20日、ナチュラルハイ）
- アナルの悲鳴! 狙われた美人教師の尻穴 竹内夏希（6月25日、バミューダ/妄想族）
- 夫のためにイラマごっくんぶっかけアナルファックを受け入れた人妻… 竹内夏希（7月2日、MOODYZ）
- 誰とでも定額挿れ放題! 団地編 2 月々定額料金さえ支払えば団地内の人妻やら学生やら誰にでも挿れ放題!（7月9日、Hunter）

### アダルトVR
- 美容室で働く人妻と昼下がり体液交じり合う濃厚不倫性交VR 竹内夏希（10月1日、MOODYZ）
- 暴発をゴマかすオーバーピストンのはずが気持ち良すぎて抜かずの追撃中出しVR 竹内夏希（11月10日、本中）
- 尻とアナルのド迫力ヒップアングル! くびれ神尻エステティシャンのねちっこ～い杭打ちピストン騎乗位VR 立体視でとことん味わいつくす! 竹内夏希（11月20日、E-BODY）

- 全裸観察VR（3月1日、KMPVR）
- 天井特化アングルVR! ～幼馴染 夏希編～ 竹内夏希（3月19日、KMPVR）
- 特化VR ～べろ～（4月21日、KMPVR）
- 特化VR ～顔面～（5月14日、KMPVR）
- 舌だけでイカせてあげよっか? ～しゃぶりついて快感へ導く舌遣いが丸見えのディルドフェラ（11月16日、KMPVR）

- 【お触り禁止! 本番禁止!】裏オプ絶対NGの真面目系【ルーズソックスJ○ギャル】に媚薬を盛ったらエロエロ覚醒! 絶頂連発の早漏愛液ダダ漏れマ○コを猛烈突きしまくり勝手に【口内射精・中出し3発射】秘密の孕ませ禁断J○リフレ 竹内夏希（1月12日、こあらVR）
- 親が帰ってくる【71分前…】自宅マンションの駐車場で【GAL系J○】と潮吹き・絶頂連発でギリギリまで車内で汗だくになりながらハメ狂う! スリルと背徳感を愉しみ早漏ま○こを激突き【口内射精・中出し2発・一撃顔射】密室灼熱カーセックス 竹内夏希（1月26日、こあらVR）
- 【脚フェチルーズソックス特化VR】14人完全撮りおろし（2月28日、こあらVR）

### アダルト配信
- なつき (orec589)（9月14日、俺の素人）
- なつきさん (orec608)（10月15日、俺の素人）
- ゆうき (endx308)（10月16日、E★ナンパDX）

- なつき (orec684)（1月27日、俺の素人）
- ナツキ (mntj045)（2月24日、港区女子）
- なつき 2 (orec713)（3月11日、俺の素人-Z-）
- あみ (idjs050)（6月21日、今ドキ女子の性事情）
- みつき (hmdn381)（7月9日、ハメドリネットワークSecondEdition）
- N48ちゃん（7月16日、蜃気楼）
- 『無類のチ●ポ好き』『田舎の清純娘』『グッチョリ濡れ濡れ体質』『1年振りのえっち』『超どMイッちゃうよぉ絶頂』地方からやってきた工場勤務の田舎娘! 清純イイ子1年振りのえっちでガチ感じまくり! 濡れまくり! イキまくり! Mまくり! えっちを本気で楽しむ田舎娘に恋をしました! しろうとちゃん。#013 なっちゃん 25歳 工場勤務（7月30日、しろうとちゃん）
- なつき (sqb113)（8月6日、シロウト急便）
- なっちゃん（8月6日、しろうとちゃん。）
- NATSU (sth008)（11月20日、素人ホイホイSH）
- M27号（12月4日、素人しばいたろかん）

- 中野夏希 & 後藤ジューン（1月4日、AROUND）
- 【尻処女：人妻】夫の浮気で自暴自棄になったスレンダーBODY妻のお腹がぽっこり膨れるほど浣腸を注入、伴侶への未練を断ち切る中出し懇願、即日アナルSEXのハードプレイに肛門の限界を見た! 【観れば必ずアナルでイカせられる! アナルセックスのプロが講義 初心者でもイカせられるアナルセックス】竹内夏希 27歳 専業主婦（1月25日、ENEMA）
- ナツキ 28歳 初不倫 / 連続3回中出し / エロコス / イラマ中毒 / ドM（2月14日、プレステージプレミアム）
- なつき (oreco164)（9月3日、俺の素人-Z-）
- Tさん (仮)（10月1日、素人ペイペイ）
- アヤカ (orev028)（12月22日、俺の素人-Z-）

- 【人妻アナル開通】夫の居ぬ間に愛の巣で二穴挿し & 全弾中出し。なつさん / 主婦 アナルクラブ 005（3月28日、ENEMA）
- 夏希（4月20日、パ○活倶楽部）
- なつき（5月25日、OL図鑑）
- 【ハミ出る桃尻! 神美尻!!】 大人しそうに見えて実は性獣だったデカチン好き美人ヨガ講師登場!! ヨガで鍛えた足腰が立たなくなるまで突きまくる理性崩壊限界SEXで放心状態にしてやりましたwww【神尻ちゃんねる】ここみ（12月24日、まんまんランド）

- アヤカ (orev074)（2月8日、俺の素人-Z-）
- ここみ（3月24日、まんまんランド）
- 【ドM志願】彼氏もセフレもいない。好きな人もいない。でもドMでド変態だから激しくて楽しいSEXさせてください! 【妄想ちゃん。37人目 なかざわさん】（4月29日、Jackson）
- なつき (orev090)（6月8日、俺の素人-Z-）
- 新●区債務者N (smjj039)（6月26日、素人ムクムク-弱点-）
- 萌夏 & 夏希（7月3日、素人ムクムク-ハーレム-）

### イメージビデオ
- 恋するスチューピッド 山本まさみ（2020年5月26日、INTEC INC）※「山本まさみ」名義
- Fetish Time 竹内夏希（2021年7月31日、スパークビジョン）

### デジタル写真集
- 宮澤正明 密会シリーズ 竹内夏希との密会 long version（2022年5月3日、Mファクトリー、撮影：宮澤正明）

## 出演

### テレビ
- プライムTV（2020年10月1日、エンタ!959）‐MC[11]

### 映画
- ダンス・オブ・欲望 うしろめたい股間（2025年8月15日、オーピー映画）